# Ian Walker
Ian Michael Walker (* 31. října 1971 Watford) je bývalý anglický fotbalový brankář. Reprezentoval Anglii v letech 1996–2004, sehrál za ni čtyři zápasy a získal bronz na mistrovství Evropy roku 1996. Krom toho se zúčastnil i mistrovství Evropy 2004. Hrál za Tottenham Hotspur (1989–2001; při tom hostování v Oxford United a Ipswich Town), Leicester City (2001–2005) a Bolton Wanderers (2005–2008). Po skončení hráčské kariéry se živí jako trenér brankářů, od roku 2014 v čínském klubu Šanghaj SIPG.